# براد ألان لويس
براد ألان لويس (بالإنجليزية: Brad Alan Lewis)‏ هو مجدف أمريكي، ولد في 9 نوفمبر 1954 في لوس أنجلوس في الولايات المتحدة.

## وصلات خارجية
- الموقع الرسمي
- براد ألان لويس على موقع الاتحاد الدولي للتجديف (الإنجليزية)
- براد ألان لويس على موقع أوليمبيديا (الإنجليزية)